# Exostema veraensis
Exostema veraensis är en måreväxtart som beskrevs av Kitanov. Exostema veraensis ingår i släktet Exostema och familjen måreväxter.
Artens utbredningsområde är Kuba. Inga underarter finns listade i Catalogue of Life.